# 1295
Năm 1295 là một năm trong lịch Julius.